# Jacques Almain
Jacques Almain (Sens, 1480 – Parigi, 1515) è stato un teologo francese.
Insegnò dal 1512 all'Università di Parigi. Fu oppositore di Tommaso De Vio e Guglielmo di Ockham.

## Opere
- Libellus de auctoriatate ecclesiae, seu sacrorum conciliorum eam representantium (1512)
- Expositio circa decisiones quaestionum magistri G. Ockam super potestate Summi Pontificis (1518)